# Amorphozancle discata
Amorphozancle discata là một loài bướm đêm trong họ Geometridae.